# 严煦世
严煦世（1923年—），男，浙江奉化人，中国市政工程专家，曾任同济大学教授、博士生导师。著有《给水排水管网系统》等。